# HD 155233 b
HD 155233 b è un pianeta extrasolare, che orbita attorno alla stella HD 155233. La scoperta del pianeta è stata annunciata il 19 ottobre 2015.

## Descrizione
Si tratta di un gigante gassoso, molto simile a Giove nel suo aspetto, ma leggermente più grande. È stato scoperto il 19 ottobre 2015 dall'astronomo Robert A. Wittenmyer e al. Il pianeta ha un periodo di rivoluzione di circa 885 giorni, ed è distante circa 244,9 anni luce dal Sistema solare.